# يوجين سميث (محامي)
يوجين سميث (بالإنجليزية: Eugene Smith)‏ هو طيار ومحامي أمريكي، ولد في 1918 في فرانكلين في الولايات المتحدة، وتوفي في 21 نوفمبر 2012 في كينثيانا في الولايات المتحدة.